# Unchair
Unchair är en kommun i departementet Marne i regionen Grand Est (tidigare regionen Champagne-Ardenne) i nordöstra Frankrike. Kommunen ligger i kantonen Fismes som tillhör arrondissementet Reims. År 2022 hade Unchair 188 invånare.

## Befolkningsutveckling
Antalet invånare i kommunen Unchair
| Referens: INSEE |